# L'uomo disintegrato
L'uomo disintegrato (The Demolished Man) è un romanzo di fantascienza del 1952 scritto da Alfred Bester. È stato vincitore della prima edizione del Premio Hugo come miglior romanzo nel 1953. Il romanzo è stato pubblicato in Italia per la prima volta nel 1953 con il titolo di Anime cieche, ripubblicato nel 1963 in edizione rilegata con il nuovo titolo L'uomo disintegrato.
È ambientato in un futuro dove parte dell'umanità è costituita da telepati ("esper'") divisi in classi a seconda dell'ampiezza dei loro poteri: la classe 3 può leggere solo la mente conscia, la classe 2 ha accesso al preconscio e la classe 1 all'inconscio. Gli esper sono organizzati in una Lega volta alla protezione dell'umanità e guidata da un rigido codice morale.

## Storia editoriale
Il romanzo è stato pubblicato per la prima volta diviso in tre puntate, nei numeri di gennaio, febbraio e marzo 1952 della rivista Galaxy Science Fiction. Nel 1953 ha vinto il primo Premio Hugo per il miglior romanzo mai assegnato ed è uscito in libreria in edizione rilegata nello stesso anno.
In Italia è stato pubblicato a puntate in appendice a 13 numeri della collana Il Giallo Mondadori col titolo Anime cieche nel 1953 ed è uscito in edizione rilegata dieci anni dopo nel 1963. Nel 2006 è stata pubblicata una nuova edizione in italiano, contenente una nuova traduzione integrale basata non più sul romanzo serializzato pubblicato nel 1952, ma sull'edizione del 1953 ampliata da Bester.

## Trama
Ben Reich, ultimo erede delle imprese di famiglia, ritiene di aver perso la sfida che si tramanda di generazione in generazione contro le imprese D'Courtney ed è assillato da incubi che riguardano l'Uomo senza Volto, che egli identifica con il suo avversario. Decide quindi di proporre un accordo storico di fusione fra le due aziende, usando un antico codice cifrato di uso commerciale a cui segue un rifiuto.
Reich giunge quindi alla determinazione di uccidere il proprio rivale; dovrà allestire un piano in grado di resistere alle indagini nella iper-sofisticata struttura sociale del XXIV secolo, gestita da telepati esperti e con un forte senso della moralità: è quasi impossibile nascondere un delitto quando vi è un ordine professionale capace di leggere nella mente.
Reich assolda un telepate di classe 1, Augustus Tate, che lo copra durante l'esecuzione dell'omicidio e lo aiuti nelle fasi successive, fornendogli le informazioni necessarie a depistare le indagini. Durante una festa a casa della ricca mondana, Maria Beaumont, riesce ad allontanarsi inosservato e ad uccidere il vecchio e malato Craye D'Courtney. Sfortunatamente per Reich la figlia di D'Courtney, Barbara, assiste all'assassinio riuscendo a fuggire ma rimanendone sconvolta.
Delle indagini viene incaricato prefetto di polizia Lincoln Powell, telepate di prima classe, che intuisce la colpevolezza di Reich ma deve trovarne le prove oggettive in un sistema legale che non permette la lettura del pensiero ai fini giudiziari. Fra i due si scatena un duello su più fronti; Powell metterà in campo le forze di polizia e la Lega dei telepati, Reich il ricatto, i telepati corrotti, la malavita organizzata. I due cercheranno di infiltrare l'uno le file dell'altro, senza successo; anche il ritrovamento di Barbara D'Courtney nei bassifondi sarà infruttuoso, perché la giovane è in stato catatonico e potrà riprendersi solo dopo un trattamento di regressione all'infanzia (l'immaginario déjà éprouvé) che dura circa tre settimane.
Powell riesce a raccogliere prove schiaccianti della colpevolezza di Reich, la confessione dei telepati corrotti, l'arma del delitto, i dettagli del piano ma sottoposto il tutto al "Calcolatore legale di accuse" (Mose), una sorta di giudice per le indagini preliminari elettronico, l'accusa crolla: la risposta di Craye D'Courtney alla proposta di Reich di fusione delle aziende, formulata in un codice segreto, viene decifrata e risulta essere positiva. Il movente dell'omicidio risulta essere inconsistente e il castello accusatorio di Powell si disintegra.
Reich, profondamente convinto di aver ricevuto un rifiuto e non un'accettazione, è libero ma incredulo; i suoi incubi con l'Uomo senza Volto diventano più frequenti e assillanti e cade preda di manie di persecuzione. Powell gioca l'ultima carta per incastrare Reich e convince la Lega ad usarlo come vettore per un'"Azione di Massa" telepatica contro l'assassino, durante la quale lo costringe ad affrontare i propri incubi. Reich apprende così ciò che inconsciamente già sapeva: Craye D'Courtney è l'Uomo senza Volto e anche il suo vero padre.
Ben Reich sarà quindi sottoposto alla pena prevista per omicidio: la disintegrazione della personalità e della memoria, dalla quale rinascerà dopo un anno di cure reintegrato alla società. Lincoln Powell e Barbara D'Courtney si innamorano l'uno dell'altra scoprendo nel contempo che la ragazza è una telepate latente, divenuta attiva a causa del trauma subito durante l'omicidio.

## Personaggi
Ben ReichRicco e potente magnate, capo della corporazione Monarch e uomo senza scupoli.
Craye D'CourtneyA capo dell'holding commerciale omonima, vecchio e malato di tumore. Viene ucciso da Ben Reich.
Lincoln PowellPrefetto di polizia e esper di prima classe, incaricato delle indagini sull'omicidio di Craye D'Courtney.
Barbara D'CourtneyLa giovane e bella figlia di Craye Craye. Assiste all'omicidio del padre e ne rimane sconvolta, tanto da non poter essere di alcun'utilità per le indagini.
Maria BeaumontL'anziana mondana a casa della quale avviene l'omicidio.
Augustus TateEsper di prima classe, corrotto da Ben Reich affinché lo aiuti nell'omicidio del rivale in affari.
Jerry ChurchUn esper che aveva già collaborato con Ben Reich nelle sue macchinazioni contrarie alla legge. A causa del suo tradimento al giuramento dei telepati, è stato emarginato dalla comunità degli esper.

## Temi
Il romanzo è un classico del tema delle percezioni extrasensoriali, soprattutto per la ricerca delle implicazioni sociali che la comparsa della telepatia in un elevato numero di esseri umani porrebbe inevitabilmente. L'analisi viene svolta mettendola alla prova in situazioni dinamiche (come il telepate corrotto bandito dalla Lega che confronta i non telepati ai sordomuti) immerse in una trama da libro giallo piena di imprevisti colpi di scena.

Da non sottovalutare l'aspetto peculiare assunto dal giudizio sulla criminalità che viene vista come valore da recuperare invece che punire:: 
(Alfred Bester, L'uomo disintegrato)
Il libro si distingue anche per un uso particolare del segno grafico: non solo nella rappresentazione delle conversazioni telepatiche (in cui le parole vengono disposte sulla pagina in modo da formare immagini), ma anche nell'ortografia dei nomi di alcuni personaggi come Sam @tkins, Jo ¼maine e Duffy Wyg&.

## Edizioni
- (EN) Alfred Bester, The Demolished Man (parte 1 di 3), in Galaxy Science Fiction, vol. 3, n. 4, H. L. Gold, gennaio 1952.
- (EN) Alfred Bester, The Demolished Man (parte 2 di 3), in Galaxy Science Fiction, vol. 3, n. 5, H. L. Gold, febbraio 1952.
- (EN) Alfred Bester, The Demolished Man (parte 3 di 3), in Galaxy Science Fiction, vol. 3, n. 6, H. L. Gold, marzo 1952.
- (EN) Alfred Bester, The Demolished Man, 1ª ed., Chicago, Shasta Publishers, 1953.
- Alfred Bester, Anime cieche, traduzione di Marisa Salmi, Il Giallo Mondadori n° 216 - 228 (in appendice), Arnoldo Mondadori Editore, 1953.
- Alfred Bester, L'uomo disintegrato, traduzione di Marisa Salmi, Urania n° 312, Arnoldo Mondadori Editore, 1963,  p. 224.
- Alfred Bester, L'uomo disintegrato, traduzione di Marisa Salmi, Classici Fantascienza n° 34, Arnoldo Mondadori Editore, 1980,  p. 224.
- Alfred Bester, L'uomo disintegrato, traduzione di Marisa Salmi, Oscar Fantascienza n° 100, Arnoldo Mondadori Editore, 1992,  p. 224, ISBN 88-04-35879-3.
- Alfred Bester, L'uomo disintegrato, traduzione di Marisa Salmi, Oscar Fantascienza n° 100, Arnoldo Mondadori Editore, 1992,  p. 224, ISBN 88-04-35879-3.
- Alfred Bester, L'uomo disintegrato, traduzione di Giuseppe Lippi e Laura Serra, Collezione Urania n° 42, Arnoldo Mondadori Editore, 2006,  p. 292, ISSN 1721-6427 (WC · ACNP).